# Bonifacio Murillo
Bonifacio Murillo nacido en Guipúzcoa (España) en 1913. Fue un ciclista español profesional entre los años 1934 y 1940.
A pesar de no lograr ninguna victoria como profesional, destaca su tercer puesto en el primer Campeonato de España de ciclocrós de 1936. 

## Palmarés
1936
- 3.º en el Campeonato de España de Ciclocrós

## Equipos
- Unión de Irún (1934)
- Club Gimnástico Irunés (1935)
- Independiente (1939)
- Irún (1940)